# Emma Saltzman
Emma Saltzman, född 15 augusti 1880 i Helsingfors, död där 13 september 1972, var en finlandssvensk textildesigner. Hon var dotter till medicine doktorn, professorn, generaldirektören och rådgivaren Fredrik Saltzman och Emma Ruin. 

## Karriär
Saltzman blev student år 1898 från Privata svenska Flickskolan i Helsingfors och tog examen från Konstindustriella högskolan 1905. Hon verkade senare vid skolan  som lärare i bokbinderi.
Från och med år 1904 designade Salzman mattor, ryor, dukar, kuddar och gardiner för Finska handarbetets vänner. Hon var en av de allra första kvinnliga konstnärerna som koncentrerade sig på textilt konsthantverk. Hennes mönster och design representerar jugendstilen, med naturmönster och finsknationalistiska influenser.
Till Saltzmans design hör Käpy, en rya och mönstrad bordduk i jugendstil som var myckt trendig i början av 1900-talet.
Vid sidan om textilkonsten designade Saltzman också kopparsmidda lampor, ljushållare och lådor.